# Cinelli

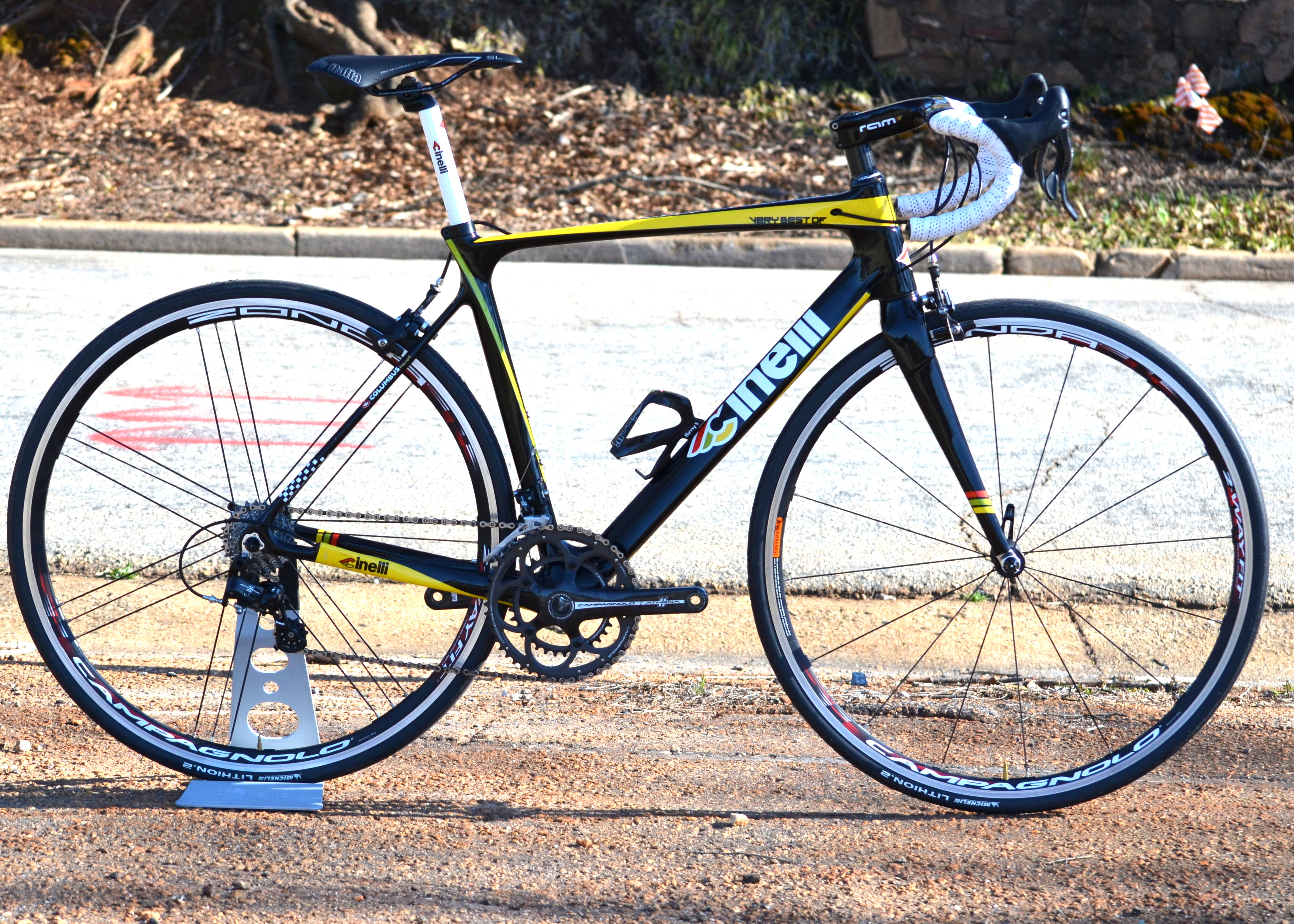
Rennrad von Cinelli aus den 2010er-Jahren

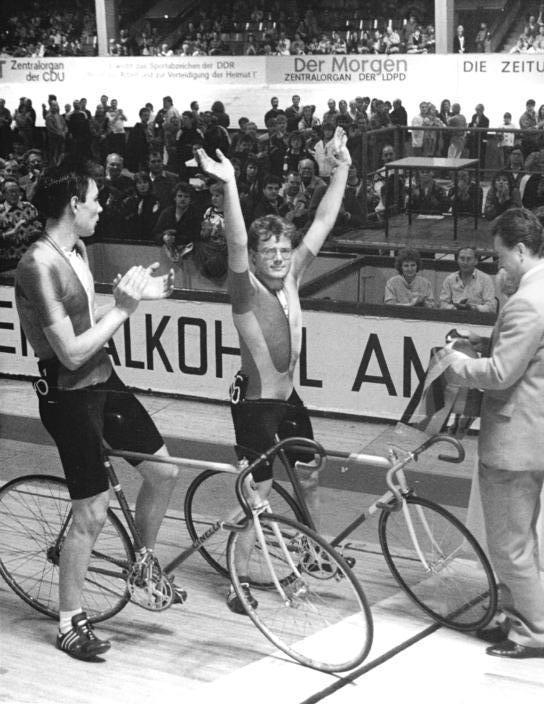
Erik Zabel (links) auf einem Bahnrad von Cinelli im Jahr 1989

Cinelli (Aussprache [tʃiˈnɛlli]) ist ein italienischer Fahrradhersteller aus Caleppio di Settala bei Mailand. Das Unternehmen wurde 1948 gegründet und baut hochwertige Rennräder, traditionell unter Verwendung von Rohren des Rahmenherstellers Columbus, und war mehrere Jahrzehnte lang Lieferant fast aller Fahrradgabeln für professionelle Radsportteams. Den Hauptumsatz erzielt das Unternehmen jedoch mit dem Vertrieb von Fahrradkomponenten, insbesondere Lenkern und Vorbauten. Die Produkte genießen aufgrund ihres Designs und ihrer Qualität in Radsportkreisen Kultstatus. Cinelli gehört mittels der Unternehmensgruppe Gruppo SRL der texanischen Investmentgesellschaft Asobi Ventures.

## Geschichte
Gründer des Unternehmens, das zunächst in Turin seinen Sitz hatte, war der Radrennfahrer Cino Cinelli. Cinelli gewann 1943 das Radrennen Mailand-San Remo. Nach Ende des Zweiten Weltkriegs begann er mit dem Bau von Rahmen und versuchte Ideen zum Fahrardbau, die er in seiner aktiven Zeit als Rennfahrer entwickelt hatte, umzusetzen. Einer der ersten Radrennfahrer, die einen Rahmen von Cinelli professionell nutzten, war Fausto Coppi im Jahr 1947.
Cinelli war zudem bekannt für die Entwicklung von Komponenten wie Lenkervorbauten und Lenkerbügeln aus Stahl, später aus Aluminium. Während alle Fahrradsättel bis dahin aus Leder gefertigt waren, entwarf Cinelli 1962 mit dem „Unicantor“ den ersten Sattel mit einer Kunststoff-Schale. Der Sattel diente lange als Modell für Fahrradsättel. Eine weitere Innovation waren die Lenkerhörnchen „Spinaci“ für eine aerodynamischere Haltung der Radrennfahrer auf dem Rennrad.
Rahmen stellte das Unternehmen bis in die 1980er Jahre nur in kleinen Stückzahlen her, rund 700 pro Jahr. 1974 konstruierte Cinelli ein aerodynamisches Fahrrad, auf dem Ole Ritter einen neuen Stundenweltrekord aufstellte. Seit den 1950er-Jahren baute Cinelli das legendäre Rahmenmodell „Supercorsa“. Cinellis Rahmenspezialist war für mehr als drei Jahrzehnte Maestro Valsassina, der zuvor bei Bianchi angestellt war. 1985 brachte Cinelli das erste italienische Mountainbike „Rampichino“ heraus.
Bei den Olympischen Spielen 1964 war das japanische Bahnrad-Team mit Rennrädern von Cinelli ausgestattet, bei den Olympischen Spielen 1968 das mexikanische Bahnrad-Team. Insgesamt wurden 28 Goldmedaillen bei Olympischen Spielen auf Rennrädern von Cinelli errungen.
Das Unternehmen ist zudem der einzige italienische Fahrradhersteller, der den „Compasso d’Oro“ für gutes Design verliehen bekam.
1978 übernahm Antonio Colombo, Besitzer des Rahmenherstellers Columbus, das Unternehmen. 1997 wurde Cinelli eine Tochtergesellschaft der Gruppo SRL. Heute besteht die Produktion des Unternehmens zu 80 Prozent aus Komponenten und 20 Prozent aus Fahrrädern bzw. Rahmen.
Im August 2021 kaufte Asobi Ventures aus Austin, Texas die Gruppo-SRL zu einem nicht öffentlichen Preis. Der Geschäftsführer und bis dato Inhaber der Gruppe Antonio Colombo erklärte, es sei schwer und herausfordernd, ein 100-jähriges Erbe mit großer Zufriedenheit zu übergeben. Er sei sich aber mittlerweile sicher, dass die Firma bei dem CEO von Asobi Ventures in guten Händen sei. Der Investor Victor Luis erklärte, seine Familie und er nähmen die Verantwortung als Eigentümer dieser beiden außergewöhnlichen Marken und die führende Rolle, die sie in Design, Technologie und Kultur des Radsports gespielt haben, sehr ernst.

## Teams
Cinelli war oder ist namensgebender Sponsor folgender Radsportteams:
- 1986–1988 – Cinelli
- 2007–2009 – Cinelli-OPD
- 2008–2009 – Cinelli-Down Under
- 2013–2014 – Cinelli-Santini
- 2014–2017 – Cinelli-Chrome
- 2018–2019 – Cinelli-Smith
- 2018–     – Cinelli-Team-Colpack